# طومله (فیلم)
طومله (به انگلیسی: Toomelah) یک فیلم درام استرالیایی به نویسندگی و کارگردانی ایوان سن با بازیگری دانیل کانرز، کریستوفر ادواردز و مایکل کانرز محصول سال ۲۰۱۱ است.

## بازیگران
- دانیل کانرز در نقش دانیل
- کریستوفر ادواردز در نقش لیندن
- مایکل کانرز در نقش باستر
- دوروتی کابی
- دین دالی جونز در نقش بروس
- الکس هاینز در نقش کلاهبردار[۱]
- شارون بینگه
- مارگری بیج
- لوید هیپی
- دانیکا کانرز در نقش تانیتیا
- لورن مک گرادی
- کوین بینگ[۱]